# Dichaetomyia chitowanensis
Dichaetomyia chitowanensis är en tvåvingeart som beskrevs av Shinonaga 1994. Dichaetomyia chitowanensis ingår i släktet Dichaetomyia och familjen husflugor.
Artens utbredningsområde är Nepal. Inga underarter finns listade i Catalogue of Life.